# Frescolita
Frescolita es una marca registrada de refresco venezolano de color rojo, de sabor denominado como "kolita", propiedad de The Coca-Cola Company. Se vende en algunas áreas comerciales del país como en panaderías, mercados, supermercados, quioskos y en otras áreas comerciales del país. 
Es usada en las fiestas, cumpleaños, y se le agrega a algunas comidas como se hace en algunos lugares del Occidente de Venezuela. La frescolita se ha vendido en botellas de plásticos y en latas de aluminio. 
Es comercializada por la empresa Coca-Cola FEMSA de Venezuela. Al contrario de muchas bebidas de América, no es muy azucarado.

## Historia
La marca fue propiedad de la compañía Hit de Venezuela, la cual desde 1996 empieza a formar parte de la transnacional Coca Cola tras su compra por parte de esta última. Antes de esta fecha, se distribuía Pepsi, hoy distribuida por Empresas Polar. 
Es reconocido por el creador de esta bebida que intento recrear el sabor de la INKA COLA (bebida peruana). El porcentaje de consumo de la Frescolita en Venezuela es de los más  altos con un 10% menos que el de la Coca Cola que tiene un mayor consumo y el porcentaje de venta de la empresa Coca-Cola de este refresco es de un 45%,junto con Chinotto que también tiene un alto consumo y Hit.
Para julio de 2016 la bebida, junto a Coca-Cola, Hit y Chinotto, lanza sus versiones sin calorías, esto a la par para solventar temporalmente los problemas del inventario de azúcar que tiene la empresa en el país, y como parte de la campaña global The Coca-Cola Company.

## Cultura

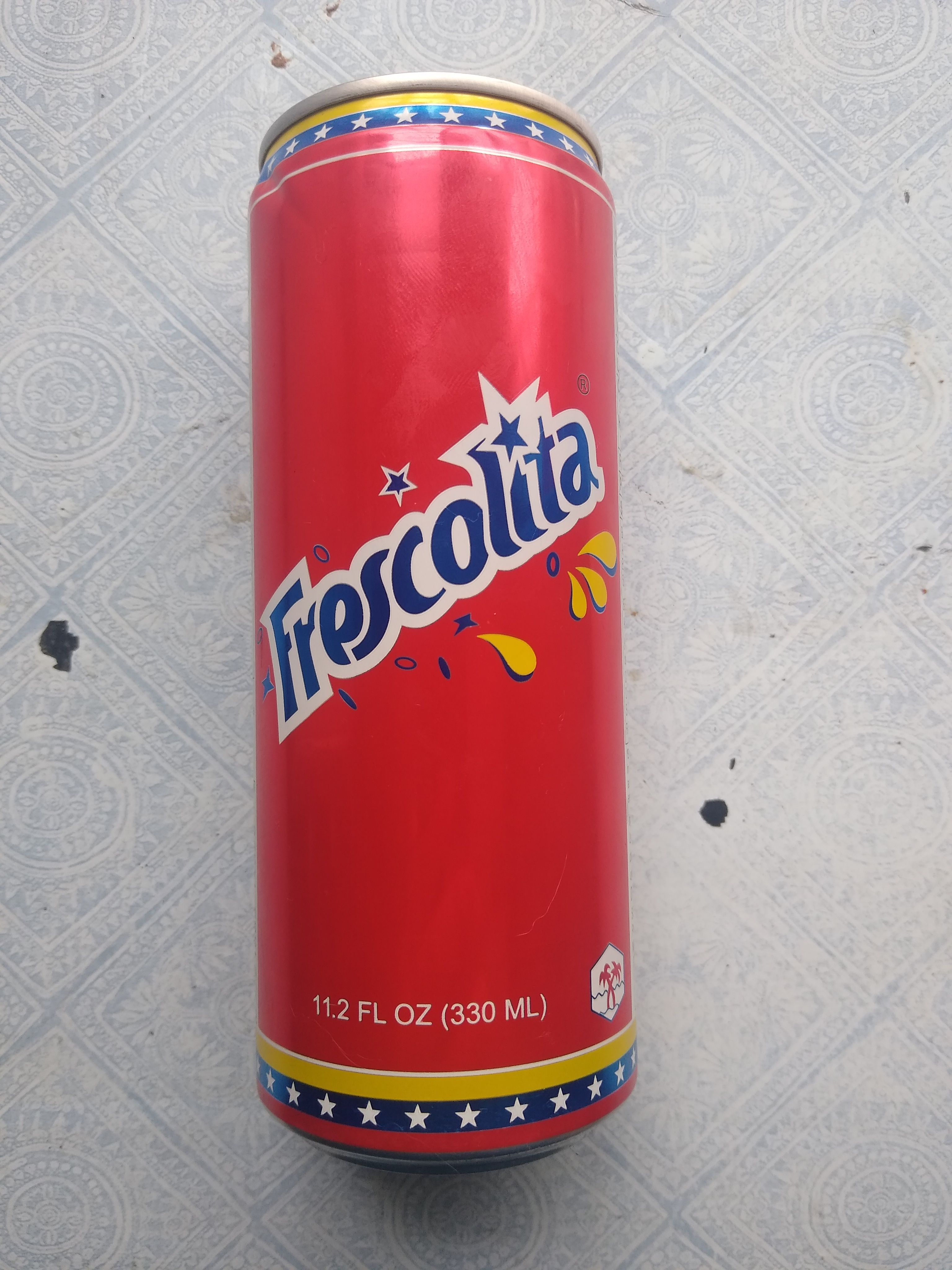
Una lata de Frescolita, nótese la bandera venezolana en ambos bordes del envase

Entre los jóvenes y adolescentes venezolanos de los años 60 se empleaba la frase "Tú sí eres frescolita", para decir que se es "fresco" (descarado, sinvergüenza). Esta frase se tomó tras una campaña publicitaria.